# Никитина, Марфа Семёновна
Марфа Семеновна Ники́тина (урожденная — Дани́лова) (род. 12.07.1989) — российская шашистка. Международный мастер, мастер спорта России (2007). Бронзовый призёр чемпионата мира 2007 года в Якутске. Член сб. России. Выступала за клуб «Кычкин — I» (обладательница Кубка России по международным шашкам среди клубных команд 2010 у женщин).
Студентка Чурапчинского государственного института физической культуры и спорта.
Тренер — Н. Н. Кычкин-II. Выпускница 2006-07 Чурапчинской ДЮСШ

## Увлечения
«Любит слушать музыку, играть в волейбол».